# Љубомир Нинковић
Љубомир Љуба Нинковић (рођен 1950. године у Смедереву) је српски и југословенски музичар, композитор и аутор.  

## Биографија
Основно, средње и музичко образовање стекао је у свом родном Смедереву. Почетак његове музичке каријере обележен је учешћем у аматерским бендовима, а 1967. године придружује се групи „The Spooks”, са којом започиње професионалну каријеру наступајући на „beat” игранкама широм Србије.
Нинковић је 1969. године освојио прву награду на такмичењу младих певача „Гонг клуб” са својом композицијом „Као време испред нас”. Након тога, његова каријера се развијала кроз компоновање музике за емисије Радио Београда. Године 1972. заједно са Асимом Сарваном, Војиславом Ђукићем и Миомиром Ђукићем оснива рок групу „С времена на време”. Ова група је постала позната у Југославији због свог оригиналног акустичарског звука и иновативних аранжмана, укључујући коришћење народних инструмената. Група је током својих активних година објавила 10 синглова и три ЛП албума, међу којима су се истицали хитови попут „Dixie Band“, „Караван“ и „Сунчана страна улице“.
Након распада групе „С времена на време“, Нинковић је 1980. године основао групу „Тунел” са Владимиром Јанковићем Џетом. Током периода од 1988. до 1992. године, Нинковић се усмерава на писање и извођење музике за децу, посебно за популарну ТВ емисију „С оне стране дуге“.
Године 1992. снима албум „Звук тишине” са певачицом Маријом Михајловић, који садржи песме из 60-их и 70-их година прошлог века са личним печатом његовог музичког сензибилитета. Такође се бави писањем музике за позоришне представе, а 1995. године добија „Стеријину награду” за музику у представи „Лукреција илити ждеро” Јагоша Марковића.
Године 1993. поново окупља групу „С времена на време”, са којом наставља са наступима и објављује два албума до 1998. године. Од 1999. године, започиње сарадњу са Биљаном Крстић на етно-пројекту „Бистрик”, који се бави аранжирањем традиционалних песама са Балкана.
Поред компоновања за серије и ТВ емисије, 2004. године се придружује пројекту „Обновимо себе - подигнимо Ступове” са циљем обнове манастира Ђурђеви ступови у Расу. Са групом „Ступови” снима албум са духовном и традиционалном музиком у модерним аранжманима.
Нинковић је један од оснивача групе „Зановет” и као вођа етно-групе „Златопис” објављује албум „Златопис” 2014. године. Његов други самостални албум „Ретромет” објављен је у априлу 2020. године.
Слободан Нинковић српски глумац и водитељ брат је Љубомира Нинковића.